# Rio Conţeasca
O Rio Conţeasca é um rio da Romênia, afluente do Siret, localizado no distrito de Iaşi.